# Yves Hézard
Yves Hézard (Donzy, 20 ottobre 1948) è un ex ciclista su strada francese naturalizzato francese Professionista dal 1971 al 1981, vinse una tappa al Tour de France del 1972.

## Carriera
Terminata la carriera nel 1981 fu allenatore della nazionale francese.

## Palmarès
- 1972

7ª tappa Tour de France
- Quattro giorni di Dunquerque
- 1978

Grand Prix de Fourmies
- 1980

Parigi-Bourges

## Piazzamenti

### Grandi Giri
- Tour de France

1972: 7º
1973: ritirato
1975: 21º
1976: 45º
1978: 17º
1979: 17º
1981: 71º
- Giro d'Italia

1979c: 44º

### Classiche monumento
- Milano-Sanremo

1971: 10º